# センジュギク
センジュギク（千寿菊、学名：Tagetes erecta）は、キク科コウオウソウ属の一年草で、観賞用に栽培される草花である。

## 名称について
千寿菊とは、開花期が長いが、万寿菊「クジャクソウ」よりはやや短いために名付けられたものである。しかし園芸界では、解説書やタネの絵袋などのほとんどに、「万寿菊」と表記してあることが多い。また、よく使われる英名のアフリカンマリーゴールドも、この植物がアフリカ大陸とは全く関係がないことから、現在の英米では、Mexican marigoldまたはAztec marigoldと呼ばれるようになっている。
中国語では、千寿菊を「万寿菊」といい、孔雀草を法国万寿菊（「法国」はフランスの意）という。

## 性状
メキシコ原産の一年草で、草丈は普通60〜100cmになるが、30cmくらいの矮性種もある。茎は直立し、最初の花を咲かせた後はよく分枝する。葉は対生し、羽状複葉で、つぶすと青臭いような独特の臭気がある。花は5月から霜が降るまで咲き、現在では直径10cmを超える大輪のものが多く、八重咲きで、花色は鮮やかな黄色またはオレンジ色である。高温と多湿にやや弱い。

## 利用
観賞用に栽培され、切り花にも利用できる。ネマトーダとよばれる線虫の駆除用に栽培されることもあるが、そのためには、小輪一重咲きの専用の品種がある。
原産地のメキシコではセンパスチル（cempasúchil、ナワトル語でマリーゴールド類を意味するcempohualxochitlに由来）と呼ばれ、11月の死者の日の飾りとして使われる代表的な花である。

## 栽培
タネがやすい在来種や線虫駆除用種は、3月下旬から4月にかけ、栽培地に直まきし、タネが見え隠れする程度に覆土する。発芽してきたら混み合ったところを間引き、株間が30cmくらいになるようにすればよく育つ。タネが高価な一代交配種は、浅鉢に丁寧に蒔き、2ミリくらい覆土して乾かないように管理し、本葉が出てきたら、花壇に30cm間隔で定植する。
比較的強健な植物であるが、高温と多湿に弱いので、咲き終わった花殻や混み合った枝はこまめに除去し、梅雨明け後に根本から一節を残して切り戻してやると、また秋になって開花する。